# ロバート・クラウアー
ロバート・ウェイン・クラウアー（Robert Wayne Clower、1926年2月13日 - 2011年5月2日）は、アメリカ合衆国の経済学者。ケインズ経済学の研究に関する理論家の代表的な1人。1986年より南カリフォルニア大学教授。（和文では、クラウワーと書く人もいる。）

## 略歴
- 1926年　ワシントン州プルマンに生まれる。
- 高校卒業して、31か月間陸軍に務める。
- 1948年　ワシントン州立大学よりBAを取得する。
- 1949年　ワシントン州立大学よりMAを取得する。
- 1952年　オクスフォード大学よりB.Litt.を取得する。
- 1952年-1957年　ワシントン州立カレッジ（のち大学）で教える。
- 1954年-1956年　西パキスタン、ラホーレのパンジャブ大学で教える。
- 1957年　D・W・ブショーと共著で処女作である『数理経済学入門』を出版する。
- 1958年-1971年　ノースウェスタン大学で教える。
- 1961年-1962年　1年間休暇を取り、リベリアの経済調査を指揮する（G・ガルトン他と共著『開発なき成長：リベリアの経済調査』1966年）。
- 1963年　ノースウェスタン大学の経済学教授となる。
- 1965年夏　ウガンダカンパラのマケレール・カレッジの客員教授となる
- 1965年-1966年　イギリスのエセックス大学で教える。
- 1968年-1969年　イギリスのエセックス大学で再び教える。
- 1971年　ノースウェスタン大学を辞め、以後、オーストラリア、カナダ、イタリアの大学で教育に従事する。
- 1973年-1979年　『エコノミック・インクワァイアリー (Economic Inquiry)』の編集長を務める。
- 1978年　オクスフォード大学より文学博士（Doctor of Letters degree）を取得する。
- 1978年-1980年　母校のワシントン州立大学教授として教える。
- 1981年-1985年　『アメリカン・エコノミック・レビュー』の編集主幹となる
- 1981年-1986年　カリフォルニア大学ロサンジェルス校で教える。
- 1986年-2001年　南カリフォルニア大学の特任教授となる。
- 1987年-2011年　カリフォルニア大学ロサンジェルス校の名誉教授となる。
- 1987年　西部経済学会の会長を務める。
- 1992年-1993年　南部経済学会の会長を務める。
- 2011年　サウスカロライナ州コロンビアで死去（85歳）。

## 業績
- クラウアーのケインズ経済学に対する貢献は、ケインズ経済学のミクロ的基礎づけ（英語版）を提案したこと、ならびにケインズ経済を貨幣経済特有の不均衡過程であると捉え、二重決定仮説を提唱したことである。
- ケインズ経済学のミクロ的基礎づけとは、ケインズ経済学の性質が各家計や各企業などのミクロ的な主体の行動から導き出されなければならないことを主張するものである。
- また二重決定仮説とは、貨幣経済の下では、観念的な需要と実際の有効な需要とが乖離し、企業は自らの生産物に対する有効な需要が不足するために労働者を雇用することができないが、逆に労働者は自らの労働に対する有効な需要が存在しないために企業の生産物を購入することができないという悪循環に容易に陥ってしまうことを指摘したものである。クラウアーは、分権的な貨幣経済の自己組織化・自己調整能力を徹頭徹尾疑い続けた。

## 著作
- "An Investigation into the Dynamics of Investment", 1954, AER.
- Introduction to Mathematical Economics, with D.W. Bushaw, 1957.
- "On the Invariance of Demand for Cash and Other Assets" with M.L. Burnstein, 1960, RES.
- "The Keynesian Counterrevolution: A theoretical appraisal", 1965, in Hahn and Matthews, editors, Theory of Interest Rates.
- "A Reconsideration of the Microfoundations of Monetary Theory", 1967, Economic Inquiry.
- "What Traditional Monetary Theory Really Wasn't?", 1969, Canadian JE.
- "Say's Principle: What it means and doesn't mean", with A. Leijonhufvud, 1973, Intermountain ER.
- "Reflections on the Keynesian Perplex", 1975, ZfN.
- "The Coordination of Economic Activities: A Keynesian Perspective", with A. Leijonhufvud, 1975, AER.
- "The Anatomy of Monetary Theory", 1977, AER.
- "The Transactions Theory of the Demand for Money: A reconsideration", with P.W. Howitt, 1978, JPE.
- "Economics as an Inductive Science", 1994, Southern EJ.
- Economic Doctrine and Method, 1995.
- "Taking Markets Seriously: Groundwork for a Post Walrasian macroeconomics", with P.W. Howitt, 1996, in Colander, editor, Beyond Microfoundations.